# Marcus Pettersson
Marcus Karl Gustav Pettersson (* 8. Mai 1996 in Skellefteå) ist ein schwedischer Eishockeyspieler, der seit Januar 2025 bei den Vancouver Canucks aus der National Hockey League unter Vertrag steht. Zuvor war der Verteidiger bereits kurzzeitig für die Anaheim Ducks sowie über sechs Jahre bei den Pittsburgh Penguins aktiv.

## Karriere
Marcus Pettersson wurde in Skellefteå geboren und durchlief in seiner Jugend die Nachwuchsabteilungen des dort ansässigen Skellefteå AIK. Für die J20 des Vereins debütierte er im Laufe der Saison 2012/13 in der J20 SuperElit, der ranghöchsten Juniorenliga Schwedens, bevor er im Folgejahr auch erstmals im Profikader stand und somit seinen Einstand in der Svenska Hockeyligan (SHL) feierte. Nach zehn SHL-Einsätzen wurde der Verteidiger im NHL Entry Draft 2014 an 38. Position von den Anaheim Ducks berücksichtigt, verblieb jedoch vorerst in seiner schwedischen Heimat. Dort verbrachte er die Spielzeit 2014/15 in der SuperElit, der SHL sowie auf Leihbasis in der zweitklassigen Allsvenskan beim HC Vita Hästen.
Im Juni 2015 unterzeichnete Pettersson einen Einstiegsvertrag bei den Anaheim Ducks, kehrte jedoch leihweise für weitere zwei Saisons zum Skellefteå AIK zurück und etablierte sich in deren Profiabteilung. Zur Spielzeit 2017/18 wechselte der Schwede schließlich nach Nordamerika und wurde vorerst beim Farmteam der Ducks in der American Hockey League (AHL) eingesetzt, den San Diego Gulls. Nach überzeugenden Leistungen dort berief man ihn im Februar 2018 erstmals in Anaheims Aufgebot, sodass er in der Folge in der National Hockey League (NHL) debütierte und sich anschließend im Kader der Ducks etablierte. Dennoch wurde er Anfang Dezember 2018 im Tausch für Daniel Sprong an die Pittsburgh Penguins abgegeben.
Bei den Penguins etablierte sich Pettersson endgültig in der NHL und unterzeichnete daher im Januar 2020 einen neuen Vierjahresvertrag, der ihm mit Beginn der Spielzeit 2020/21 ein durchschnittliches Jahresgehalt von etwa vier Millionen US-Dollar einbringen soll. Im Januar 2025 allerdings wurde der Schwede samt Drew O’Connor an die Vancouver Canucks abgegeben, sodass er Pittsburgh nach über sechs Jahren verließ. Im Gegenzug erhielten die Penguins  Danton Heinen, Vincent Desharnais, die Rechte an Melvin Fernström sowie ein konditionales Erstrunden-Wahlrecht im NHL Entry Draft 2025, das von den New York Rangers aus dem Transfer von J. T. Miller stammt. Dieses ist Top-13-geschützt, verschiebt sich also automatisch um ein Jahr nach hinten, sollte es sich unter den ersten 13 Positionen befinden. Wenige Tage später unterzeichnete der Schwede einen neuen Sechsjahresvertrag in Vancouver, der ihm mit Beginn der Saison 2025/26 ein durchschnittliches Jahresgehalt von 5,5 Millionen US-Dollar einbringen soll.

### International
Auf internationaler Ebene debütierte Pettersson im Rahmen der World U-17 Hockey Challenge 2013, bei der er mit der U17-Auswahl Schwedens die Goldmedaille gewann. Anschließend vertrat er sein Heimatland bei der U18-Weltmeisterschaft 2014, wobei der Abwehrspieler mit den Tre Kronor ebenso den vierten Platz belegte wie zwei Jahre später mit der U20-Nationalmannschaft bei der U20-Weltmeisterschaft 2016.
Für die A-Nationalmannschaft kam der Stürmer bei den Weltmeisterschaften der Jahre 2019, Weltmeisterschaft 2022, 2024 und 2025 zu Einsätzen. Dabei gewann Pettersson in den Jahren 2024 und 2025 jeweils die Bronzemedaille, nachdem das Team bei seinen beiden vormaligen Teilnahmen im Viertelfinale ausgeschieden war.

## Erfolge und Auszeichnungen
- 2013 Goldmedaille bei der World U-17 Hockey Challenge
- 2024 Bronzemedaille bei der Weltmeisterschaft
- 2025 Bronzemedaille bei der Weltmeisterschaft

## Karrierestatistik
Stand: Ende der Saison 2024/25

### International
Vertrat Schweden bei:
| - World U-17 Hockey Challenge 2013 - U18-Junioren-Weltmeisterschaft 2014 - U20-Junioren-Weltmeisterschaft 2016 - Weltmeisterschaft 2019 | - Weltmeisterschaft 2022 - Weltmeisterschaft 2024 - Weltmeisterschaft 2025 |

(Legende zur Spielerstatistik: Sp oder GP = absolvierte Spiele; T oder G = erzielte Tore; V oder A = erzielte Assists; Pkt oder Pts = erzielte Scorerpunkte; SM oder PIM = erhaltene Strafminuten; +/− = Plus/Minus-Bilanz; PP = erzielte Überzahltore; SH = erzielte Unterzahltore; GW = erzielte Siegtore; 1 Play-downs/Relegation; Kursiv: Statistik nicht vollständig)

## Familie
Sein Vater Daniel Pettersson (* 1969) war ebenfalls Eishockeyspieler und verbrachte seine gesamte Profikarriere in Skellefteå.